# Порфирий (философ)
Вижте пояснителната страница за други личности с името Порфирий.
Порфирий (на старогръцки: Πορφύριος; на латински: Porphyrios) e неоплатонически философ, ученик на Плотин и учител на Ямблих.

## Биография
Роден е във финикийския град Тир. Истинското му име е Малх (Malchus), което означава „цар“ и се предполага, че родът му е със знатен произход. В Атина учи граматика и реторика при Касий Лонгин, а през 263 г. отива в Рим, където влиза в школата на Плотин. Той става негов близък приятел.
Към 268-269 година се установява в Сицилия, където се жени за Марцела, бедна вдовица на свой приятел, майка на пет дъщери и двама сина, която се увлича от философията.
След смъртта на Плотин се завръща в Рим и поема ръководството на школата, пише негова биография и издава записките му.

## Творчество
Голямото по обем творчество на Порфирий включва 77 съчинения на различни теми. Пише в областта на философията, религията, математиката, астрологията, риториката, граматиката, историята. Сред съчиненията му са „Мисли върху умопостижимото“, „Пещерата на нимфите“, коментари върху диалозите на Платон, върху съчинения на Аристотел (като най-известните са въведението и коментара му на „Категории“ на Аристотел), Омир, Пиндар, Тукидид, Птолемей, Халдейските оракули. Пише биографии на Плотин и Питагор, както и история на философията, която се приема за първото подобно съчинение. Пише други трактати за астрологията, музиката, теологията, както и такива като например „За въздържанието от ядене на одушевени същества“, което коментира темата за вегетарианството, „Против християните“, където критикува християнството, „За статуите на боговете“, „Писмо до Анебон“, египетски жрец, „Писмо до Марцела“ и др.
Пещерата на нимфите е преведена на български език от Николай Райнов.

### Въведение(Isagoge)
Въведението към логическите трудовете на Аристотел, което Порфирий пише, предшества непосредствено трактата за Категориите и поради това се възприема и като негов коментар, макар съдържанието му да е по-общо. Този текст изиграва съществена роля в западната мисловност дооколкото в него е формулран проблемът за универсалиите и, по-нататък, за тяхното координиране, което става известно като „дървото на Порфирий“.
Макар да отказва сам да се произнесе относно съществуването на универсалии, Порфирий очертава алтернативните възгледи за тях:
| „ | - веднага ще отбележа, че относно родовете и видовете не желая да обсъждам, дали те съществуват самостоятелно или само са дадени в мислите и ако съществуват самостоятелно, дали са тела или са безтелесни, също така – дали са отделими или са в сетивните неща и зависят от тях. | “ |

В изложението си Порфирий прави опит да въведе крайна йерархия на родовете и видовете, а не само да ги съпостави относително. В това проличава неговата платонистка нагласа, която в случая не съответства на замисленото от Аристотел. Така например, ако чисто логически, предметната област е разчленена на твърди и течни („не-твърди“) неща и също на бели и черни („не-бели“), независмо от структурирането в класифициращо дърво, няма реална субординация.

### Против християните
Около 270 г. при престоя си в Сицилия Порфирий пише трактата Против християните, който става първата книга, забранена с императорски едикт поради религиозните убеждения възприети от Константин I.  В продължение на повече от век обаче текстът продължава да е коментиран, като изчезва практически напълно след повторно осъждане в средата на V век от Теодосий II. Използвайки цитати и парафрази от полемиката, в началото на ХХ век фон Харнак публикува реконструкция на текста.